# Cephalostenus
Genre
Taxons de rang inférieur
- Cephalostenus alziari Grimm, 1991
- Cephalostenus demaisoni Reitter, 1903
- Cephalostenus elegans (Brullé, 1832)
- Cephalostenus orbicollis Ménétriés, 1836

Cephalostenus est un genre de coléoptères de la famille des Tenebrionidae, de la sous-famille des Tenebrioninae et de la tribu des Scaurini.